# Greinton
Greinton – wieś w Anglii, w hrabstwie Somerset, w dystrykcie (unitary authority) Somerset. Leży 41 km na południowy zachód od miasta Bristol i 194 km na zachód od Londynu. W 2001 miejscowość liczyła 71 mieszkańców.